# David Cotterill
David Rhys George Best Cotterill (Cardiff, Gal·les, 4 de desembre de 1987), és un futbolista gal·lès, que exerceix com a extrem i actualment està al Birmingham City Football Club de la Football League Championship d'Anglaterra.

## Internacional
Ha estat internacional amb la Selecció de futbol de Gal·les, ha jugat 22 partits internacionals i ha marcat 2 gols.

## Clubs
| Club                          | País       | Any         |
| ----------------------------- | ---------- | ----------- |
| Bristol City FC               | Anglaterra | 2004 - 2006 |
| Wigan Athletic FC             | Anglaterra | 2006 - 2008 |
| Sheffield United              | Anglaterra | 2008 - 2009 |
| Swansea City AFC              | Gal·les    | 2009 - 2011 |
| Portsmouth FC                 | Anglaterra | 2011        |
| Swansea City AFC              | Gal·les    | 2011        |
| Barnsley FC                   | Anglaterra | 2012        |
| Doncaster Rovers              | Anglaterra | 2012 - 2014 |
| Birmingham City Football Club | Anglaterra | 2014 -      |